# Mil Mi-58
Der Mil Mi-58 (russisch Миль Ми-58) ist ein projektierter Passagier-/Fracht-/Kranhelikopter, der erstmals 1995 angekündigt wurde.

## Geschichte
Der Mil Mi-58 ist ein geplanter Passagierhubschrauber mit zwei Turbinen, der erstmals 1995 auf der Pariser Luftfahrtschau vorgestellt wurde. Basierend auf dem Kampfhubschrauber Mil Mi-28, sind zwei 2.088 kW starke Klimow TW3-117-Wellenturbinen, der Hauptrotor und der Heckrotor des Mi-28 sowie ein starres Fahrwerk mit einem doppelten Bugrad und zwei Hinterrädern an großen Fahrwerksgondeln geplant. Er soll Platz für 20 Passagiere mit verschiedenen Sitzkonfigurationen bieten. In der Frachtausführung wäre auch ein Frachttor im Heck vorgesehen. Außer dem Passagier- und Frachtflug sollten mit der Mil-58 weitere Aufgabenbereiche abgedeckt werden, wie Löscheinsätze, Holztransport, fliegender Kran, SAR- und MedEvac-Einsätze.
Im Anschluss an die Vorstellung 1995 wurde kein weiterer Projektfortschritt bekannt.